# Looking High, High, High
"Looking High, High, High" (tradução portuguesa : "Olhando para o alto, alto, alto") foi a canção que representou o Reino Unido no Festival Eurovisão da Canção 1960 que teve lugar em Londres em 25 de março desse ano.
A referida canção foi interpretada em inglês por Bryan Johnson. Foi a primeira canção a ser interpretada na noite do evento, antes da canção da Suécia "Alla andra får varann", interpretada por Siw Malmkvist. A canção terminou em segundo lugar, tendo recebido um total de 25 pontos. No ano seguinte, em Festival Eurovisão da Canção 1961, o Reino Unido seria representado pela banda The Allisons que interpretou a canção "Are You Sure?"

## Autores
- Letrista: John Watson
- Compositor: John Watson
- Orquestrador: Eric Robinson

## Letra
A canção fala-nos de um homem que perdeu a sua amante e que diz que deve olhar alto para ver se a volta a encontrar.